# Oda Sakunosuke
Oda Sakunosuke (Nhật: 織田 作之助 (Tức Điền Tác Chi Trợ) 25 tháng 10 năm 1913 – 10 tháng 1 năm 1947) là một nhà văn người Nhật Bản thời Hậu Chiến tranh thế giới thứ hai. Ông thường được xem là nằm trong nhóm văn phái Buraiha (Vô Lại Phái) cùng với hai người bạn thân Dazai Osamu và Sakaguchi Ango, một trường phái không thực sự là một phong cách văn chương mà là cái tên mà các nhà phê bình bảo thủ dùng để miệt thị lối sống trụy lạc và chủ đề văn học của các nhà văn thuộc trường phái này.

## Cuộc đời và sự nghiệp
Oda Sakunosuke sinh ra tại phường Ikutamamae, quận Minami, thành phố Ōsaka (nay là phường Ueshio, quận Tennoji, gần cổng trường tiểu học Ekimae), là con trai cả của Oda Tsurukichi.
Sự nghiệp văn chương của Oda trải qua cả hai thời kỳ trước và sau Thế chiến thứ hai của Nhật Bản. Là một dân bản xứ Osaka, ông hay viết về cuộc sống, về phong tục tập quán của người dân tại thành phố này. Năm 1939, truyện Zokushu (俗臭) được đề cử Giải Akutagawa, một giải thưởng văn học dành cho tài năng trẻ. Năm sau đó, Oda xuất bản truyện Meoto Zenzai (夫婦善哉); được đặt tên theo một cửa hàng đồ ngọt ở Osaka, câu chuyện theo chân chuyện tình trường tồn của một cô gái hạ lưu và cậu ấm nọ, bất chấp thói lãng phí dai dẳng, phóng đãng trác táng và luôn thất hứa của chàng trai lầm lạc.
Ngoài viết văn xuôi, Oda còn viết rất nhiều luận văn phê bình, nổi bật nhất là Tính khả thể của văn chương (可能性の文学 Kanōsei no Bungaku) vào năm 1946.
Nhân vật của Oda thường không bao giờ đi theo lối hình thức được đóng khung cái mác phù hợp của xã hội, từ nhân tính chân thật cho tới cá tính bướng bỉnh của họ (như được thể hiện trong tác phẩm Roppakukinsei (六白金星 Lục Bạch Kim Tinh) viết năm 1946), hay là sự tàn nhẫn cần thiết trong công cuộc sinh tồn. Trong truyện Sesō (世相 Thế Tương) năm 1946, Oda đã mô tả những tháng đầu của thời kỳ chiếm đóng sau sự đầu hàng của Nhật Bản vào cuối Thế chiến thứ hai, được đánh dấu bởi sự thiếu hụt lương thực nghiêm trọng mà khẩu phần hỗ trợ của chính phủ còn không đủ duy trì được cuộc sống và mọi người phải đến với thị trường chợ đen để mua thực phẩm. Thế nhưng tác phẩm này đã bị Shiga Naoya, một nhà văn nổi bật được mệnh danh là "Vị thần tiểu thuyết", đánh giá là “dơ bẩn”. Oda quay ra chỉ trích lại những tác phẩm của Naoya, cho rằng lối tiểu thuyết tự truyện đã giới hạn tiềm năng của văn học. Thời gian này, nhiều tác phẩm của ông đều bị cấm lưu hành.
Oda còn nhận viết kịch bản kịch truyền thanh và đã gửi một kịch bản cho một tạp chí, và sau này được dùng để dựng nên phim Kaette Kita Otoko (還って来た男 Người đàn ông đã trở về), đạo diễn bởi Kawashima Yūzō vào năm 1944 (cũng là tác phẩm đầu tay của vị đạo diễn này).
Năm 1947, sau một thời gian dài vật vã do căn bệnh lao phổi, ông mất tại một bệnh viện ở Tokyo. Sau tang lễ, người bạn cũng là đồng nghiệp viết văn của ông, Dazai Osamu, đã đăng một bài điếu văn dành cho ông, đổ lỗi cho những ai đã phê bình tác phẩm của Oda và điều đó đã tạo nên lý do cho cái chết đột ngột của Oda, mặc dù căn bệnh của ông đã có từ lâu vào những năm cuối đời (Oda thường bị xuất huyết phổi vì ảnh hưởng của rượu và chất philopon mà ông lạm dụng thời trẻ). Oda được hỏa thiêu ở quê nhà Osaka.
Một bức tượng dài của Oda được các bạn và đồng nghiệp của ông dựng nên vào năm 1963, gần đền Hozenji ở Osaka. Hozenji Yokochō và các con đường hẻm gần đó cũng chính là bối cảnh chính của Meoto Zenzai.
Vào năm 1983, nhờ sự tài trợ của hội Osaka Bungaku Shinkōkai, một giải thưởng văn học lấy theo tên của Oda đã được thành lập nên để tưởng nhớ 70 năm ngày sinh của ông, nhằm tiếp nối và nâng đỡ giá trị văn học lâu đời của vùng Kansai. Giải thưởng được trao thường niên cho tác phẩm văn học nổi bật viết bởi những nhà văn mới.
Nhà hàng Jiyūken (自由軒) ở Osaka treo một bức ảnh có chữ ký của Oda. Jiyūken khai trương năm 1910, phục vụ cà phê và đồ ăn nhẹ, và trở nên nổi tiếng nhờ phong cách "cơm cà ri" đặc biệt của họ. Cửa tiệm cũng được nhắc đến trong các tác phẩm của Oda. Phần chữ giải thích cạnh bức ảnh có nội dung rắng tuy Oda đã qua đời, nhưng ông cũng đã để lại hương vị ngon miệng của cơm cà ri trong các tác phẩm của mình. Bức ảnh đã giữ lại hình ảnh Oda đang ngồi viết tại một chiếc bàn trong Jiyūken.

## Chuyển thể
Một vài tác phẩm của Oda đã được dựng thành phim như Aki Furaki (秋深き) vào năm 2008; và nổi tiếng nhất chính là Meoto Zenzai, được chuyển thể đến bốn lần, đặc biệt vào năm 1955 bản chuyển thể của đạo diễn Toyoda Shirō với sự tham gia của hai diễn viên Morishige Hisaya và Awashima Chikage được nhận một giải thưởng điện ảnh.
Meoto Zenzai, Roppakukinsei và Sesō, cùng với Ki no Miyako (木の都 Thành phố Cây, năm 1943–1944), đã được Burton Watson dịch sang tiếng Anh trong tuyển tập Stories of Osaka Life (tâm dịch: Câu chuyện của cuộc sống tại Osaka, xuất bản năm 1990 bởi Columbia University Press).